# نورفولک‌لاین
نورفولک‌لاین (انگلیسی: Norfolkline) شرکت کشتیرانی هلندی است، که در سال ۱۹۶۱ تأسیس شد.